# Ариокарпус треугольный
Ариока́рпус треуго́льный (лат. Ariocarpus trigonus) — кактус из рода Ариокарпус. Иногда считают подвидом ариокарпуса притуплённого (Ariocarpus retusus subsp. trigonus).

## Описание
Стебель шаровидный, серо-зелёный, до 10 см в диаметре, с опушённой верхушкой. Сосочки заострённые, мясистые, трёхгранные, изогнутые кверху, до 5 см длиной (самые длинные в роде).
Цветки до 5 см в диаметре, бледно-жёлтые.

## Распространение
Встречается в мексиканских штатах Нуэво-Леон, Тамаулипас и Сан-Луис-Потоси.

## Синонимы
- Anhalonium trigonum F.A.C.Weber, 1893